# Bedworth
Koordinaten: 52° 29′ N, 1° 28′ W
Bedworth ist eine Stadt im Distrikt Nuneaton and Bedworth in der Grafschaft Warwickshire, England. Die Stadt liegt zwischen Coventry und Nuneaton. 1991 betrug die Einwohnerzahl 32.555.
Bedworth entwickelte sich als Industriestadt im 18. und 19. Jahrhundert infolge seiner Kohlenminen und der im nahen Coventry gelegenen Textilindustrie. Die letzte Zeche in Bedworth schloss 1994.
Wegen seiner guten Verkehrsanbindung und seiner Nähe zu Coventry und Birmingham wächst Bedworth schnell und entwickelt sich zu einer Schlafstadt.